# Ostara

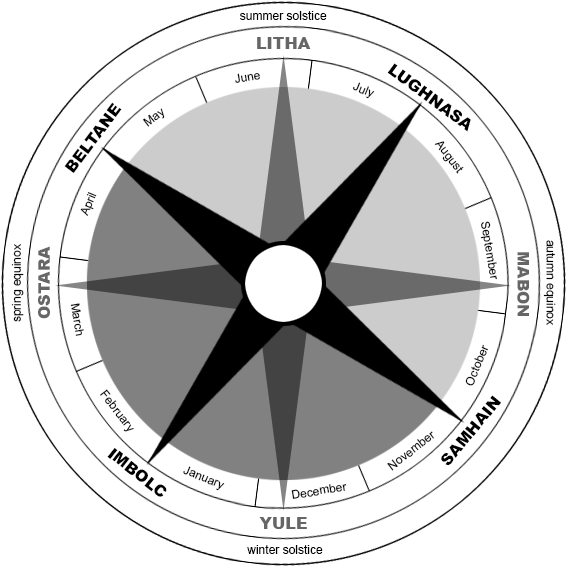
Posizionamento di Ostara nella ruota dell'anno.

Ostara (chiamata anche Eostre, Eastre oppure Eostar) è uno degli otto sabbat pagani; si celebra il giorno dell'equinozio di primavera ed è condivisa relativamente da tutte le religioni pagane moderne.

## Descrizione
La festa è di origine germanica, infatti prende il nome da quello della dea Eostre, matrona della fertilità. La divinità si diffuse, con relativo culto e usanze festive, a tutta l'Europa toccata dalle invasioni germaniche. Essa aveva affinità con divinità di altre culture indo-europee come in Grecia, quella di Estia, e nell'Impero romano Vesta.
La festa di Ostara celebra la rigenerazione della natura e la rinascita della vita, coincidente con l'equinozio di primavera. Nell'antichità, per l'occasione, le sacerdotesse della dea, celebravano un particolare rito che involveva l'accensione di un cero(che venne in seguito assimilato dalla tradizione cristiana) simboleggiante la fiamma eterna dell'esistenza. Il cero, all'interno dei templi dedicati alla dea, veniva spento solo all'alba del giorno seguente.
Durante la festività venivano celebrati rituali ierogamici, anche oggi ripresi da alcune correnti del Neopaganesimo, e in particolare da alcuni gruppi wiccani, durante i quali la rinascita della vita veniva esaltata e sacralizzata attraverso l'unione sessuale.
I popoli anglo-sassoni chiamavano il mese lunare corrispondente all'incirca al nostro aprile, Eostre-monath, e in questo periodo celebravano feste in onore della dea Eostre associata a vari aspetti connessi col rinnovarsi della vita quali la primavera, la fertilità e la lepre (per la velocità con cui prolifica).
Con la diffusione del Cristianesimo la festa di Ostara venne assimilata dalla Pasqua, la cui data di celebrazione cade presso il primo plenilunio successivo all'equinozio di primavera. La nuova festa cristiana, ancora priva di un nome, in certe lingue assimilò anche la nomenclatura della vecchia festa. Ancora oggi, infatti, in inglese la Pasqua è chiamata Easter, e in tedesco Ostern. Anche parecchi elementi della tradizione antica furono inglobati dalle festività attuali, tra questi si possono citare il coniglio pasquale, simbolo di fertilità e prosperità e l'uovo, simbolo dell'embrione primordiale da cui scaturisce l'esistenza (concetto di uovo cosmico già presente in antichi miti della creazione della zona mediterranea ed in molte altre culture extra europee)

## Ostara nella cultura di massa
La dea Ostara compare sia nel libro fantasy mitologico American Gods di Neil Gaiman sia nella omonima serie TV. La dea ha un ruolo fondamentale nell'aiuto dei due protagonisti del racconto.
La dea Ostara ha un ruolo centrale nella serie televisiva danese Equinox.